# Gelasine caldensis
Gelasine caldensis är en irisväxtart som beskrevs av Pierfelice Ravenna. Gelasine caldensis ingår i släktet Gelasine och familjen irisväxter. Inga underarter finns listade i Catalogue of Life.